# Serge Ankri
Pour les articles homonymes, voir Ankri.
Serge Ankri (en hébreu סרג' אנקרי) est un réalisateur franco-israélien né en Tunisie en 1949. 

## Biographie
Sa famille s’installe dans le sud de la France en 1957. Il étudie la littérature et le théâtre à l’université de Nice, et obtient une licence de lettres. En 1973, il émigre en Israël. Il étudie le cinéma à l’université de Tel Aviv B.A.
En 1980 et 1981, son court métrage Amour et football et son moyen métrage Acher sont présentés au Festival du Cinéma Méditerranéen de Vittel.
Puis, il travaille comme cadreur et réalisateur à la télévision israélienne.
En 1984, il réalise son premier long-métrage : Terre Brûlante. Le film est présenté dans de nombreux festivals dans le monde entier, dont le festival de Berlin, et le festival de Turin où il obtient le Grand Prix de la critique.
Il enseigne le cinéma à l’université de Tel Aviv et à Beit Zvi.
Il dirige le département de cinéma de l’école d’art Camera Obscura de 1984 à 1990.
Il est critique de cinéma dans des journaux israéliens en hébreu et en français, et donne des conférences pour Oumanout Laam dans tout le pays.
En 1993, il dirige la chaine régionale câblée Matav qui est diffusée dans tout le nord du pays.
En 1993, il réalise Strangers in the night, une coproduction israélo-franco-américaine avec Anthony Delon et Charlotte Véry.
En 1994, il réalise Le Couscous de ma mère, un long métrage documentaire présenté qui prime au festival de Marseille.
En  1995, il est nommé directeur du Fonds d’Aide au Cinéma Documentaire.
Il retourne ensuite à l’enseignement dans les lycées et collèges de l’Éducation nationale.
En 2005, il réalise Question de temps, un long métrage documentaire pour la chaine de télévision Yes.

## Filmographie
- 1979  -  Amour et football

- 1982  -  Acher

- 1984  -  Terre Brûlante

- 1993  -  Strangers in the night

- 1994  -  Le couscous de ma mère

- 2005  -  Question de temps